# Herbsleben
Herbsleben é um município da Alemanha, situado no distrito de Unstrut-Hainich, no estado da Turíngia. Tem 25,02 km² de área, e sua população em 2019 foi estimada em 2.924 habitantes.